# لوي فيكا
لوي فيكا (31 مارس 1786، نيفير - 10 أبريل 1861، غرونوبل) مهندس فرنسي.
تخرج من المدرسة متعددة التقانات 1804 وÉcole des Ponts et Chaussées سنة 1806.
اخترع إبرة فيكا التي لا تزال قيد الاستخدام لتحديد وقت ضبط الخرسانة والأسمنت. أسس ابنه، جوزيف، شركة فيكا للأسمنت، وهي اليوم شركة دولية كبيرة لتصنيع الأسمنت.
كان عضوًا في الأكاديمية الفرنسية للعلوم واسمه واحد من 72 اسمًا تم تسجيلها على برج إيفل. تم انتخاب فيكا كعضو فخري أجنبي في الأكاديمية الأمريكية للفنون والعلوم في عام 1855.